# دهماوي

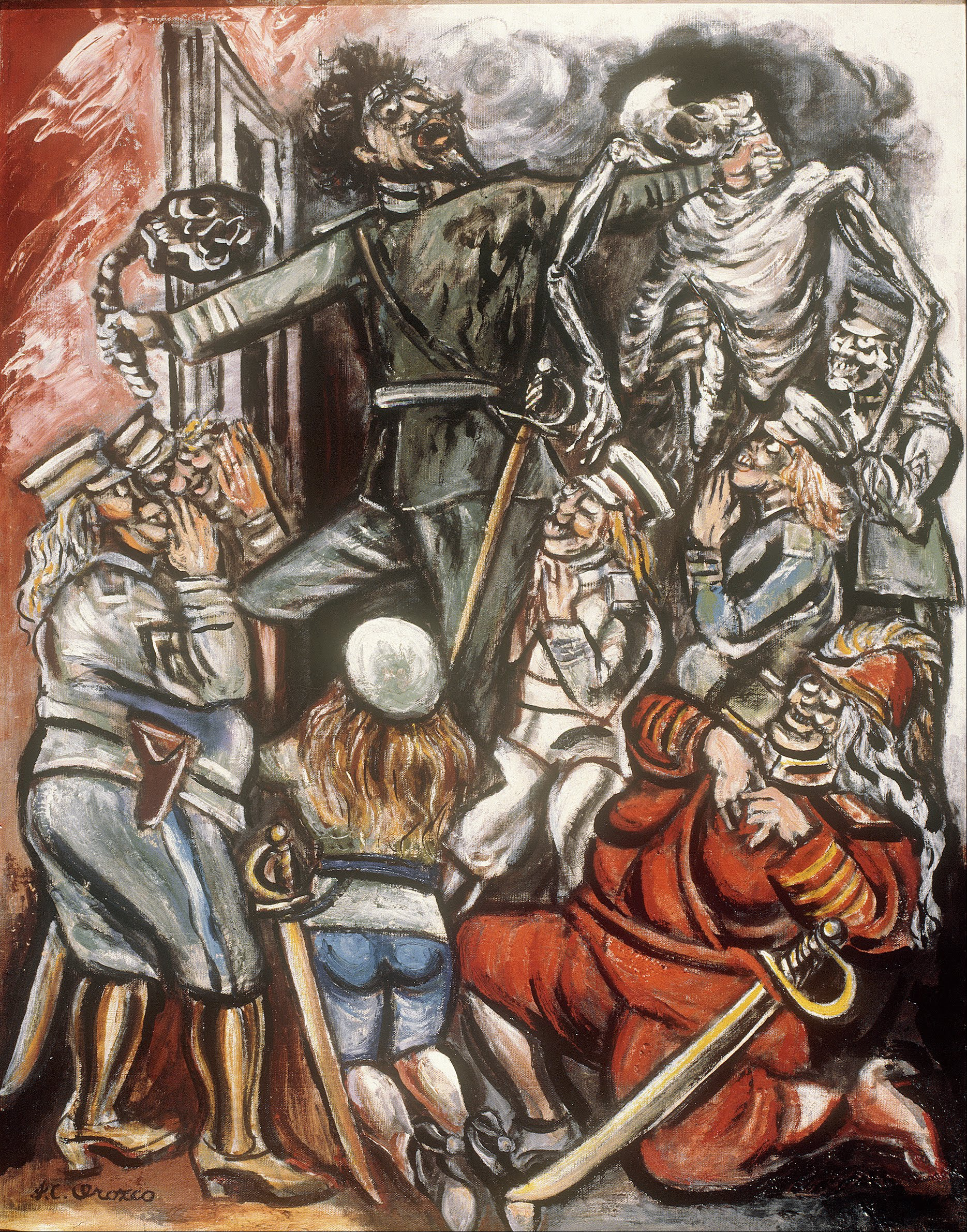
لوحة «الدهماوي» لخوسيه كليمنتي أوروزكو تعود إلى عام 1946

الدهماوي أو الديماغوجي (الأخيرة من الإغريقية δημαγωγός وتعني الزعيم الشعبي أو زعيم الجماعة، وتتكون عن شقين: كلمة δῆμος (ديموس) وتعني الناس أو الجماعة أو مجالس العوام، وكلمة ἀγωγός (أغوغوس) وتعني القيادة أو الزعامة)، يُطلق عليه أيضًا لقب الغوغائي، وهو زعيم سياسي في نظام ديمقراطي اكتسب شعبيته من خلال تحريض عامة الناس ضد طبقة النخبة، ولا سيما من خلال فن الخطابة الذي يزيد من مشاعر الجماهير، مناشدًا العاطفة عن طريق التضحية بالجماعات الخارجية والمبالغة في المخاطر لإثارة المخاوف لديهم واستخدام الأكاذيب من أجل التأثير العاطفي أو غير ذلك من الأقاويل التي تميل إلى استنكار النقاشات والمداولات المنطقية والتشجيع على الشعبية المتعصبة. يحوّر الدهماويون القواعد الراسخة للسلوك السياسي أو هم يعدون بذلك ويهددون بفعله.
يُعرّف المؤرخ رينهارد لوثين الشخص الدهماوي بأنه «سياسيّ ماهر في الخطابة والتملق والتشهير؛ فضلًا عن المراوغة في مناقشة المسائل الحيوية؛ ووعد الجميع بالحصول على كل شيء؛ ومناشدة مشاعر الجمهور لا عقلهم؛ وإثارة التحيزات العنصرية والدينية والطبقية – وهو رجل تدفعه رغبته للحصول على السلطة دون اللجوء إلى مبدأ أو قانون يحق له من خلاله أن يصبح سيد الجماهير. وهو شخص متمرس في مهنته باعتباره «رجل الشعب». وهو نتاج تقليد سياسي قديم تقريبًا بقِدَم الحضارة الغربية بحد ذاتها».
ظهرت الدهماوية في الدول الديمقراطية منذ الديمقراطية الأثينية. يعمل أتباع الحركة على استغلال نقطة الضعف الجوهرية في الديمقراطية: نظرًا لأن الشعب هو الذي يمتلك السلطة المطلقة، فمن الممكن أن يمنحها لشخص يناشد القاسم المشترك الأدنى لشريحة كبيرة من السكان. وعادةً ما يدعو الدهمانيون إلى اتخاذ إجراءات فورية وصارمة لمعالجة أزمة ما بينما يتهمون المعارضين المعتدلين بالضعف وعدم الولاء. قام العديد من الدهمانيين المنتخبين لشغل مناصب تنفيذية رفيعة بكسر القيود على السلطة التنفيذية وحاولوا تحويل ديمقراطيتهم إلى ديكتاتورية، بل ونجحوا في بعض الأحيان.

## تاريخ الكلمة وتعريفها
تعني كلمة دهماوي في الأصل زعيم عامة الشعب، وقد صيغت لأول مرة في اليونان القديمة بدون أي دلالة سلبية بمعناها، لكنها في نهاية المطاف أصبحت تشير إلى نوع محدد من الزعماء أكثرهم من الديمقراطية الأثينية. على الرغم من أن الديمقراطية أعطت السلطة لعامة الشعب، إلا أن الانتخابات ما زالت تميل إلى تفضيل الطبقة الأرستقراطية، التي كانت تفضل النقاشات والمداولات والمجاملة. وُصف الدهمانيون بأنهم نوعًا جديدًا من القادة الذين خرجوا من الطبقات الفقيرة. وقد دعوا بلا هوادة إلى العمل، الذي عادة ما يكون عنيفًا – بشكل فوري وبدون القيام بأية مداولات مسبقة. استغل الدهمانيون بشكل مباشر مغالطة التوسل بالعاطفة تجاه الفقراء غير المتعلمين، فلاحقوا السلطة وأشاعوا الأكاذيب لإثارة الشعب واستغلوا الأزمات لتكثيف الدعم الشعبي لدعوتهم إلى العمل الفوري وزيادة السلطة، واتهموا أيضًا المعارضين المعتدلين بالضعف أو عدم الولاء للأمة.
كثيرًا ما استخدم الناس على مر تاريخهم هذه الكلمة بلا مبالاة، باعتبارها «كلمة هجومية» للتقليل من شأن أي قائد يعتبرونه متلاعب أو خبيث أو متعصب. في حين يستحيل وجود تحديد دقيق للدهمانيين من غيرهم، لأن الزعماء الديمقراطيين مصنفون بشكل سلسلة متصلة من الأقل إلى الأكثر دهماوية، ذلك أنه يمكن تمييز الدهماويين بشكل مستقل عما إذا كان المتحدث يؤيد أو يعارض زعيمًا سياسيًا معينًا. لكن ما يميز الشخص الدهماوي هو كيفية اكتسابه أو امتلاكه للسلطة الديمقراطية: وذلك من خلال إثارة عواطف الطبقات الفقيرة والناس الأقل كفاءة علمية في الديمقراطية نحو الممارسات العنيفة وهدم المؤسسات الديمقراطية الراسخة مثل سيادة حكم القانون. وقد حدد جيمس فينيمور كوبر في عام 1838 أربع سمات أساسية للشخص الهماوي:
- يقدم نفسه في حال كان رجل أو امرأة على أنه من عامة الشعب، على عكس الطبقة النخبوية.
- تعتمد سياسته على إنشاء علاقة وثيقة مع الشعب، والتي تتجاوز إلى حد كبير الشعبية السياسية العادية.
- يعتمد على التلاعب بهذه العلاقة الوثيقة، بالإضافة إلى تحويل شعبيته لخدمة مصلحته ورغباته.
- يعتمد على خرق وكسر قواعد السلوك العامة وفي المؤسسات وحتى القانون.

تُعتبر السمة الرئيسية للدهماويين هي الإقناع عن طريق التوسل بالعاطفة ومنع المداولات المنطقية والنظر في البدائل. على الرغم من أن العديد من السياسيين داخل النظام الديمقراطي يقدمون بين الحين والآخر تضحيات بسيطة سواء بالحقيقة أو الدقة أو المخاوف قصيرة أو طويلة الأمد، من أجل الحفاظ على الدعم الشعبي، إلا أن الدهماويين يقومون بهذه الأمور بلا هوادة ودون ضبط للنفس. يعمل الدهماويون على «إثارة العاطفة والتعصب والجهل بدلًا من العقل والمنطق».

## الطابع الدائم للدهماويين
نشأت أعمال الدهماويون بداية من الديمقراطية الأثينية وحتى يومنا هذا. وعلى الرغم من أن أغلبهم يتمتعون بشخصيات فريدة ومثيرة، فإن تكتيكاتهم النفسية وأساليبهم قد ظلت على حالها على مر الزمن. وكثيرًا ما يُعتبر كليون من أثينا أول قائد دهماوي، وهو معروف بوحشية حكمه وشبه تدميره للديمقراطية الأثينية بشكل كامل نتيجةً لندائه عبارة «الرجل العام» لتجاهل العادات المعتدلة لطبقة النخبة الأرستقراطية. ومن بين القادة الدهماويين الحديثين أدولف هتلر وبينيتو موسوليني وهيوي لونغ وتشارلز كافلين وجوزيف مكارثي، وجميعهم عملوا على إنشاء قاعدة جماهيرية على نفس النحو الذي فعله كليون: من خلال إثارة مشاعر الجماهير ضد التقاليد المعتدلة والمتعمقة للطبقة النخبوية الأرستقراطية في عصرهم. جميع الدهماويين، القديمين والحديثين، تظهر عليهم السمات التي وضعها كوبر الأربعة المذكورة أعلاه: الادعاء بتمثيل عامة الناس وإثارة المشاعر القوية واستغلال ردود أفعالهم للوصول إلى السلطة وكسر قواعد السلوك السياسي الراسخة والتهديد بمعارضتها، وإن تعددت أساليب وأنماط تطبيق كل منها.
يستغل الدهماويون نقطة الضعف الجوهرية في الدول الديمقراطية: إذ كلما زادت أعدادهم، زادت نسبة الأصوات، وخاصة الأشخاص من الطبقات الفقيرة وغير المتعلمين – الأشخاص الأكثر عرضة لتقبل الجلد في حالة من الغضب ما يؤدي إلى كارثة حقيقية على يد الخطيب أو القائد الذي ساهم في الأصل في تأجيج هذا النوع من المشاعر والعواطف. نشأت الديمقراطيات بهدف ضمان حرية جميع الناس والسيطرة الشعبية على سلطة الحكومة. يحول الدهمانيون السلطة المستمدة من الدعم الشعبي إلى قوة تقوض الحريات وحكم سيادة القانون التي تهدف الديمقراطيات لحمايتها في الأساس. يعتقد المؤرخ اليوناني بوليبيوس أن الديمقراطيات يستحيل أن تقوم على يد الدهماويين. ويقول أيضًا أنه في نهاية المطاف، تتحول كل ديمقراطية إلى «حكومة عنف ويد قوية» ما يؤدي إلى «تجمعات مضطربة ومذابح وكوارث قاتلة».
في حين أن الحكمة التقليدية تضع الديمقراطية والفاشية على نقيضبن، فإن الديمقراطية قد تميزت بنزعة فطرية لقيادة حكومة شعبوية متطرفة، وأتاحت للدهماويين، عديمي الضمير، الفرصة المثالية للاستيلاء على السلطة. في الواقع، يجادل إيفو موسلي بأن الأنظمة الشمولية قد تكون النتيجة المنطقية للديمقراطية الجماهيرية غير المقيدة.